# Рука, Грег
Грегори Рука (англ. Gregory Rucka; род. 29 ноября 1969, Сан-Франциско, Калифорния, США) — американский писатель.

## Ранние годы
Грег Рука родился в Сан-Франциско и вырос на полуострове Монтерей в Калифорнии. Начал писать в молодом возрасте и в 10 лет выиграл окружной конкурс. Рука окончил Вассарский колледж со степенью бакалавра. Затем поступил в Университет Южной Калифорнии. Рука отмечает, что самое большое влияние на него оказал Дуглас Адамс.
Прежде чем стать профессиональным писателем-фантастом, он работал маляром, в ресторане, в скорой помощи и охранником.

## Награды
- 2000 — Eisner Award — Best Limited Series (за Whiteout: Melt)[4]
- 2002 — Eisner Award — Best New Series (за Queen & Country)[5]
- 2004 — Eisner Award — Best Serialized Story (за Gotham Central #6-10)[6]
- 2004 — Harvey Award — Best Single Issue or Story (за Gotham Central #6-10, Love and Rockets #9)[7]
- 2010 — GLAAD Media Award — Outstanding Comic Book (за Detective Comics)[8]